# Jorge Alberto de Sajonia-Weissenfels
Jorge Alberto de Sajonia-Weissenfels (en alemán, Georg Albrecht von Sachsen-Weißenfels; Dessau, 19 de abril de 1695-Barby, 12 de junio de 1739) fue un príncipe alemán de la Casa de Wettin y el último conde de Barby.
Fue el sexto (pero segundo de los supervivientes) hijo de Enrique de Sajonia-Weissenfels, conde de Barby, y de Isabel Albertina de Anhalt-Dessau.

## Biografía
Antes de su nacimiento, dos hermanos mayores (ambos denominados Juan Augusto y mellizos nonatos) habían muerto. La muerte de su hermano superviviente de más edad, el príncipe heredero Federico Enrique, durante un viaje a La Haya (21 de noviembre de 1711) lo convirtió en el nuevo heredero del Condado de Barby.
En Forst, Niederlausitz, el 18 de febrero de 1721, Jorge Alberto se casó con Augusta Luisa de Wurtemberg-Oels. La abuela materna de Augusta fue Justina Sofía de Barby-Mühlingen, una hermana del último conde; esto conectó a Jorge Alberto de manera más cercana a la anterior casa gobernante de Barby. El matrimonio fue extremadamente infeliz, y la pareja finalmente se divorció en 1732, después de once años de una unión sin hijos. Augusta Luisa regresó a su tierra natal, Silesia, y murió seis meses antes que Jorge Alberto. Ninguno de los dos volvió a casarse. 
Jorge Alberto sucedió a su padre como conde cuando Enrique Alberto murió el 16 de febrero de 1728. Como conde de Barby, Jorge Alberto continuó gobernando en la misma manera que su difunto padre. Sin embargo, murió después de sólo once años de gobierno. Debido a que falleció sin descendencia, la línea Barby de la familia Wettin se extinguió y el Condado de Barby pasó al Electorado de Sajonia.
Fue enterrado en la nueva cripta familiar construida por su padre en Barby.